# Rickenbach (Turgovia)
Rickenbach es una comuna suiza del cantón de Turgovia, situada en el distrito de Münchwilen. Limita al norte con la comuna de Wil (SG), al este con Jonschwil (SG), al sur con Kirchberg (SG), y al oeste con Wilen.

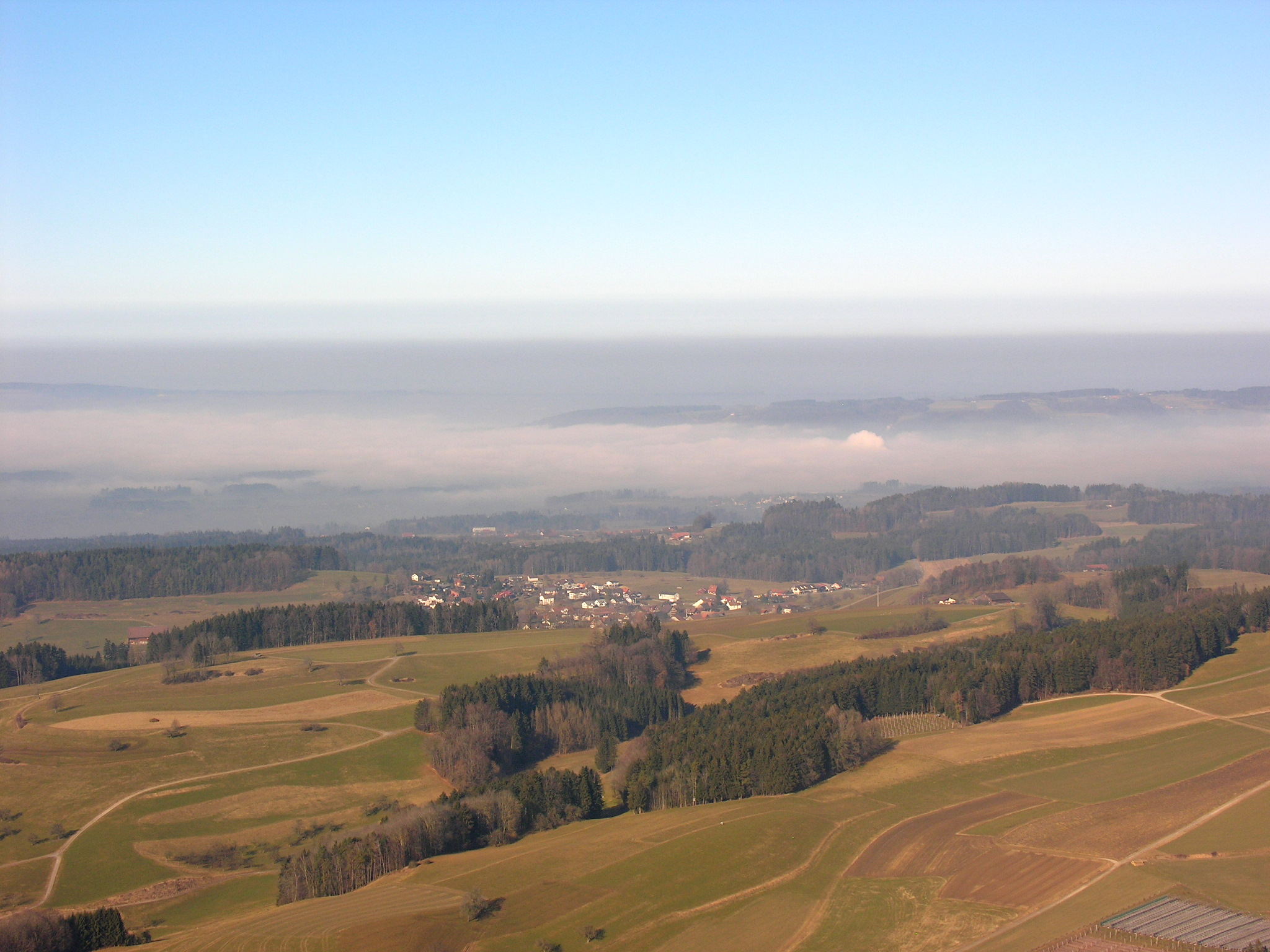
Vista aérea de Rickenbach.